# Weldon (Northamptonshire)
Weldon – wieś w Anglii, w hrabstwie Northamptonshire, w dystrykcie (unitary authority) North Northamptonshire. Leży 34 km na północny wschód od miasta Northampton i 116 km na północ od Londynu. Miejscowość liczy 1644 mieszkańców.